# Nezsideri járás
A Nezsideri járás (németül Bezirk Neusiedl am See) Ausztria legkeletibb része. Burgenland legnagyobb járása a tartomány északi csúcsában helyezkedik el, a Fertő keleti partján.

## Fekvése
Északkeletről a Pozsonyi V. kerület (Szlovákia), keletről és délről Győr-Moson-Sopron vármegye (Magyarország), nyugatról Ruszt és a Kismarton környéki járás (Burgenland), északnyugatról a Lajtabrucki járás (Bezirk Bruck an der Leitha, Alsó-Ausztria) határolja.

## Földrajza

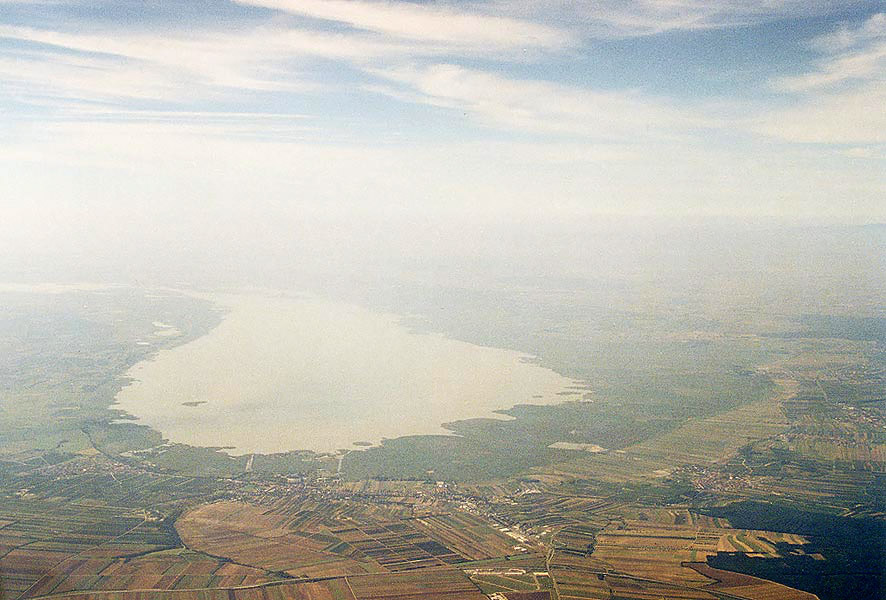
A Fertő északi része

A Fertő északi-keleti partján található. Északnyugaton a Lajta-hegység vonulatai tartanak délnyugat felé, középen a Pándorfalvi-fennsík található, délkeleten pedig a Fertőzug és a Hanság lapálya húzódik.

## Története
A trianoni békeszerződésig a Magyar Királysághoz, Moson vármegyéhez tartozott, majd Ausztriához került.

## Települések
| Város (Stadt) - Boldogasszony (Frauenkirchen) - Királyhida (Bruckneudorf) - Császárkőbánya (Kaisersteinbruch) - Nezsider (Neusiedl am See) Mezőváros (Marktgemeinde) - Gálos (Gols) - Illmic (Illmitz) - Mosonbánfalva (Apetlon) - Mosonszentandrás (Sankt Andrä am Zicksee) - Mosontarcsa (Andau) - Nyulas (Jois) - Pátfalu (Podersdorf am See) - Valla (Wallern im Burgenland) - Védeny (Weiden am See) - Zurány (Zurndorf) | Község (Gemeinde) - Barátudvar (Mönchhof) - Féltorony (Halbturn) - Köpcsény (Kittsee) - Lajtafalu (Potzneusiedl) - Lajtakáta (Gattendorf) - Lajtakörtvélyes (Pama) - Miklóshalma (Nickelsdorf) - Mosontétény (Tadten) - Mosonújfalu (Neudorf bei Parndorf) - Nemesvölgy (Edelstal) - Németjárfalu (Deutsch Jahrndorf) - Pándorfalu (Parndorf) - (Neuhof) - Pomogy (Pamhagen) - Sásony (Winden am See) |